# Trocholejeunea densifolia
Trocholejeunea densifolia là một loài Rêu trong họ Lejeuneaceae. Loài này được (Raddi) R.M. Schust. miêu tả khoa học đầu tiên năm 1992.